# Swiftships
Swiftships LLC ist eine seit 1942, allerdings unter wechselnden Namen, bestehende US-amerikanische Schiffbaugesellschaft. Sie ist auf Spezialschiffe und -boote spezialisiert: Offshore-Versorger, Crew Boats, Patrouillenboote, Swift Boats, Küstenwachtboote, Minenjagdboote, Landungsboote, Raketen- und Drohnenbergungsboote, Hochgeschwindigkeits-Abfangboote usw.

## Geschichte

### Anfänge als Sewart Seacraft
Ursprung der Firma war die 1942 von Fred Sewart in Berwick, Louisiana, gegründete Maschinenbaufirma Sewart Machine Works, aus der 1952 die Sewart Seacraft wurde. Sewart Seacraft baute insbesondere leichte Versorgungsboote für die Ölplattformen im Golf von Mexiko. Als das amerikanische Verteidigungsministerium 1965 ein leichtes Patrouillenboot forderte, das auf dem umfangreichen Wasserstraßennetz Vietnams eingesetzt werden konnte, erhielt die Werft aufgrund ihrer Erfahrung mit Aluminiumbooten den Auftrag und begann Mitte Juli 1965 mit dem Bau der ersten Fast Patrol Craft. Innerhalb von 40 Tagen wurden die ersten vier 23-t-Einheiten an die US Navy ausgeliefert und in Dienst gestellt. Die Boote erwiesen sich als sehr diensttauglich und wurden bald als „Swift Boats“ bezeichnet. In den Jahren 1965 bis 1973 lieferte die Werft insgesamt 167 Swift Boats der Varianten Mark I (104 Boote 1965–1967), Mark II (30 Boote 1968/69) und Mark III (33 Boote 1969/70 und 1972/73).

### Expansion als Swiftships Inc.
Die Werft wurde 1967 von dem amerikanischen Mischkonzern Teledyne gekauft, aber bereits 1969 in einem Management-Buy-out an ihre bisherige Betriebsleitung weiterverkauft, die die Firma in Swiftships, Inc. umbenannte und die Werft von Berwick auf die gegenüberliegende Seite des Atchafalaya River, einem Mündungsarm des Mississippi, nach Morgan City, Louisiana, verlegte.
1979 begann Swiftships zu expandieren, mehrheitlich durch Zukauf mehrerer kleiner Werften, die als eigenständige Abteilungen weitergeführt wurden:
- Swiftships Morgan City: Bau von Offshore-Ölfeld-Versorgern, Fähren, Militärfahrzeugen, Spezialbooten und Freizeitbooten mit Aluminium-Rümpfen;
- Swiftships Champion, in Pass Christian, Mississippi:[5] Bau größerer Schiffe mit Stahlrümpfen (1982 gekauft, 1984 geschlossen);
- Swiftships Lafitte, in Marrero, Louisiana: Reparaturwerft für Schiffe von bis zu 40 m (125 Fuß) Länge;
- Swiftships Freeport, in Freeport, Texas: Neubau einer Reparaturwerft 1981 für Schiffe bis zu 3500 t;[6]
- Mangone Swiftships, in Houston, Texas:[7] Bau größerer Offshore-Versorger mit Stahlrümpfen (1981 gekauft, 1982 geschlossen);[8]

Außerdem bildete Swiftships eine Joint Venture in Singapur mit Maroil Engineers & Shipbuilders (Pte) Ltd. für den Bau von Spezialschiffen für militärische Zwecke und Ölfeldversorgern.

### Turbulenzen und Besitzwechsel
Die durch den rasanten Ausbau von Werftkapazitäten in Ostasien verursachte und durch die Ölpreiskrise von 1979 verschärfte Schiffbaukrise der frühen 1980er Jahre traf die zum ungünstigsten Zeitpunkt auf Expansionskurs gegangene Swiftships Inc. hart und sie wurde 1982, mit damals etwa 800 Beschäftigten in vier Werften, von dem Konglomerat UNC Resources Inc. in Falls Church (Virginia) übernommen.
Im November 1985 veräußerte UNC die Swiftships-Werften an eine vierköpfige Investorengruppe, die bis 2004 schrittweise ganz in den Besitz von Calvin J. LeLeux kam. 2002 geriet Swiftships in finanzielle Schwierigkeiten und wäre beinahe von dem Konkurrenten Conrad Industries Inc. in Morgan City übernommen worden. Die Selbständigkeit konnte jedoch durch eine Restrukturierung bewahrt werden, und ab 2004 fungierte die Firma als Swiftships Shipbuilders, LLC.

### Gegenwart
Im September 2012 kam es zur bisher letzten Restrukturierung, als LeLeux mit der ICS Marine LLC der Brüder Shehraze und Khurram Shah die Swift Group LLC bildete, unter deren Dach die nun als Swiftships LLC fungierende Werft neu formiert wurde und bis heute besteht. LeLeux wurde Chairman, sein Sohn Jeffery President, Shehraze Shah CEO and Khurram Shah CSO.
Swiftships hat weiterhin gute Geschäftsbeziehungen mit dem Pentagon. So wurde im Oktober 2015 ein Vertrag mit der US Navy verlängert, demgemäß Swiftships die Reparaturwerft für zwölf von Swiftships für den Irak gebaute Patrouillenboote im Marinestützpunkt Umm Qasr ausbauen und weiterhin betreiben soll.
Koordinaten: 29° 43′ 18″ N, 91° 12′ 32″ W